# Caloptilia palaearcha
Caloptilia palaearcha är en fjärilsart som först beskrevs av Edward Meyrick 1930.  Caloptilia palaearcha ingår i släktet Caloptilia och familjen styltmalar.
Artens utbredningsområde är Fiji. Inga underarter finns listade i Catalogue of Life.